# أولمبياد اللغة التركية

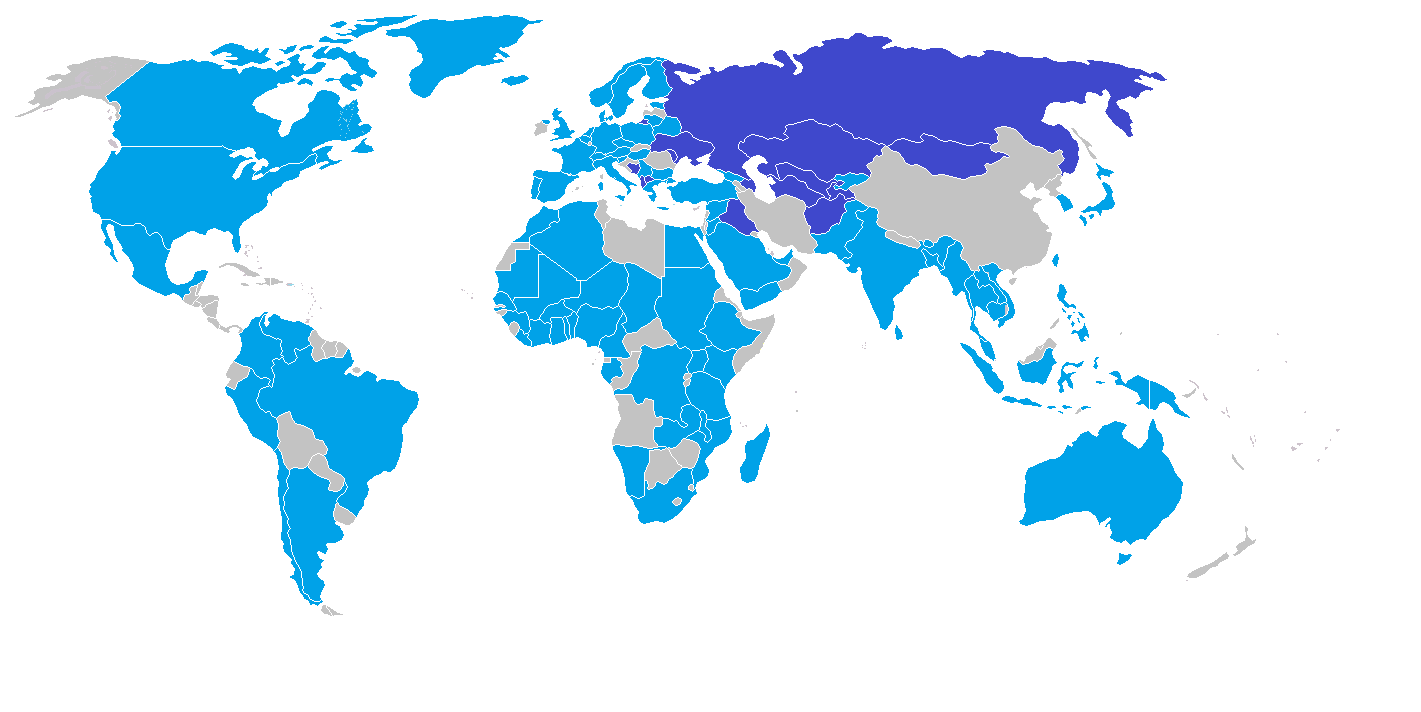

الأولمبياد العالمي للغة التركية (يسمى باللغة التركية:Uluslararası Türkçe Olimpiyatları) هو مسابقة في اللغة التركية. وهي مخصصة للطلبة الذين تعلموا اللغة من مختلف أرجاء العالم. يتنافس المشاركون فيما بينهم في مدى إجادتهم للقواعد اللغوية والكتابة والقدرة على التحدث بطلاقة وكذلك معرفة الثقافة والفنون التركية كسرد القصائد والأدبيات والغناء والمسرح.

## الدول المشاركة
في القائمة التالية سرد لعدد الدول التي شاركت بدورات الأولمبياد العالمي للغة التركية:
- الدورة الأولى عام 2003: شاركت بها سبعة عشر دولة.
- الدورة الثانية عام 2004: شاركت بها أربعة وعشرون دولة.
- الدورة الثالثة عام 2005: شاركت بها واحد وأربعون دولة.
- الدورة الرابعة عام 2006: شاركت بها ثلاثة وثمانون دولة
- الدورة الخامسة عام 2007: شاركت بها مائة دولة.
- الدورة السادسة عام 2008: شاركت بها مائة وعشر دول.
- الدورة السابعة عام 2009: شاركت بها مائة وخمسة عشرة دولة.
- الدورة الثامنة عام 2010: شاركت بها مائة وعشرون دولة.
- الدورة التاسعة عام 2011: شاركت بها مائة وثلاثون دولة.
- الدورة العاشرة عام 2012: شاركت بها مائة وخمسة وثلاثون دولة.